# James Smith (délégué)
Pour les articles homonymes, voir James Smith et Smith.
James Smith, né le 17 septembre 1719 dans l'Ulster et mort le 11 juillet 1806 en Pennsylvanie, est un homme politique américain. 
Il est l'un des signataires de la Déclaration d'indépendance des États-Unis.

## Sources
- "SMITH, James, (1713 - 1806)", in Biographical Directory of the United States Congress